# Куратовське сільське поселення
Кура́товське сільське поселення (рос. Куратовское сельское поселение) — муніципальне утворення у складі Сисольського району Республіки Комі, Росія. Адміністративний центр — село Куратово.

## Населення
Населення — 809 осіб (2017, 913 у 2010, 1323 у 2002, 1789 у 1989).

## Склад
До складу поселення входять такі населені пункти:
| Населений пункт       | Населення, осіб (1989) | Населення, осіб (2002) | Населення, осіб (2010) |
| --------------------- | ---------------------- | ---------------------- | ---------------------- |
| Бубдор, присілок      | 33                     | 28                     | 18                     |
| Волім, присілок       | 5                      | 1                      | 1                      |
| Ждановці, присілок    | 14                     | 4                      | 3                      |
| Зарічне, присілок     | 383                    | 276                    | 210                    |
| Ибпом, присілок       | 12                     | 6                      | 4                      |
| Івановці, присілок    | 60                     | 45                     | 29                     |
| Картасікт, присілок   | 53                     | 30                     | 30                     |
| Костін, присілок      | 9                      | 4                      | 2                      |
| Куратово, село        | 403                    | 428                    | 313                    |
| Мельниковчі, присілок | 16                     | 9                      | 4                      |
| Мом, присілок         | 13                     | 9                      | 6                      |
| Помйив, присілок      | 35                     | 24                     | 23                     |
| Прокоп'євка, присілок | 17                     | 6                      | 6                      |
| Раєвсікт, присілок    | 118                    | 99                     | 61                     |
| Расчой, присілок      | 16                     | 4                      | -                      |
| Савуковчі, присілок   | 61                     | 43                     | 20                     |
| Семановці, присілок   | 25                     | 24                     | 15                     |
| Семушино, присілок    | 23                     | 12                     | 2                      |
| Слобода, присілок     | 228                    | 119                    | 86                     |
| Сорма, присілок       | 10                     | 3                      | 4                      |
| Улічпом, присілок     | 98                     | 58                     | 37                     |
| Утка-Відзь, присілок  | 23                     | 12                     | 5                      |
| Хваловці, присілок    | 20                     | 17                     | 12                     |
| Шорйив, присілок      | 40                     | 19                     | 3                      |
| Шучі, присілок        | 19                     | 14                     | 4                      |
| Ягиб, присілок        | 55                     | 29                     | 15                     |